# Ніколаєв Олег Володимирович (футболіст)
Олег Володимирович Ніколаєв (рос. Олег Владимирович Николаев; нар. 21 травня 1998, Луганськ, Україна) — російський футболіст українського походження, захисник клубу «Ротор».

## Життєпис
Народився в Луганську, у віці семи років переїхав з родиною в російський Волгоград до батьків матері. Батько та старший на 8 років брат грали в футбол крайніми півзахисниками. У 2005 році почав займатися в школі «Олімпії». У групі 1998 року народження тренувався у Володимира Шипихіна, згодом у групі 1997 року народження — у Дмитра Широкова. У першості Волгограда та області грав за «Олімпію-97» та дорослу команду.
24 липня 2016 року у виїзному матчі 1/128 фіналу Кубка Росії 2016/17 проти «Енергомаша» (2:2, 1:2, пен.) дебютував у складі «Ротора-Волгоград», вийшовши на 65-й хвилині. 4 дні по тому дебютував у ПФЛ, 28 липня 2016 року в поєдинку проти п'ятигорського «Машука-КМВ». Разом з командою виграв того сезону першість ПФЛ, а в сезоні 2019/20 років — першість ФНЛ. У прем'єр-лізі дебютував 11 серпня 2020 року в домашньому матчі першого туру проти «Зеніту» (0:2), вийшовши на 82-й хвилині.